# Заленже (Члуховський повіт)
Заленже (пол. Załęże) — село в Польщі, у гміні Кочала Члуховського повіту Поморського воєводства.
Населення — 139 осіб (2011).
У 1975-1998 роках село належало до Слупського воєводства.

## Демографія
Демографічна структура станом на 31 березня 2011 року:
|          | Загалом | Допрацездатний вік | Працездатний вік | Постпрацездатний вік |
| -------- | ------- | ------------------ | ---------------- | -------------------- |
| Чоловіки | 67      | 15                 | 43               | 9                    |
| Жінки    | 72      | 21                 | 34               | 17                   |
| Разом    | 139     | 36                 | 77               | 26                   |